# Sofiegården
Sofiegården var en ejendom på Christianshavn beliggende på hjørnet af Sofiegade og Dronningensgade. I dag er det navnet på et kollegium på samme grund.

## Den gamle ejendom
I 1965 var ejendommen ejet af "Danske Andelslejligheder af 1954" og saneringsmoden, men planerne for de nye andelslejligheder var ikke færdige og bygningen stod derfor tom. Med boligselskabets godkendelse flyttede nogle unge ind i huset, som de officielt brugte som lager. De gav stedet navnet Republikken Sofiegården. Ud over at betale 100 kr. om måneden til boligselskabet, satte beboerne to forhuse i stand. Der blev desuden revet nogle ubrugelige baghuse ned og pladsen hvor de havde stået blev brugt af mange i kvarteret.
I Københavns Kommunes arkiv står der, at ejeren, Danske Andelslejligheder af 1954, havde bedt Kongens Foged om hjælp til at sætte beboerne ud, men at beboerne havde nægtet. Herefter hjalp politiet med at rydde husene, så de kunne blive revet ned. Det skete den 28. februar 1969.
En anden version fortæller Dorrit Kampmann, som var med i bestyrelsen for Sofiegården. Hun forklarer i et interview, at beboerne prøvede at forhandle sig på plads med kommunen for at få tilladelse til at bo der indtil den endelige nedrivning. Men boligborgmester Edel Saunte var urokkelig, og det var på hendes ordre, at politiet stormede to af husene i karréen i februar 1969.
Beboerne boede i Republikken Sofiegården indtil 1970, hvor de sidste huse blev stormet af politiet og revet ned. Det alternative miljø omkring Sofiegården var op til dannelsen af bandet Gasolin' en vigtig inspiration for flere medlemmer af orkestret.
Nogle af beboerne fortsatte husbesættelserne på Nørrebro og Vesterbro: Stengården, Jægergården, Hudegården og mange flere. De blev senere kaldt slumstormerne. Andre var med i oprettelsen af fristaden Christiania i årene fra 1969-1971. Og en mindre gruppe deltog i nyopførelsen af kollegiet Sofiegården i samarbejde med Box 25, arkitekter og a-69, bygherreselskab.

## Kollegiet
Efter nedrivningen blev kollegiet Sofiegården opført 1970-72 i en postmoderne stil ved Box 25 Arkitekter. Sammen med den fredede ejendom Steinfass' Gård, Overgaden oven Vandet 32, rummer kollegiet Sofiegården 156 overvejende små lejligheder med mange fællesfaciliteter samt en vuggestue.